# Décennie 1530 en arts plastiques
Chronologie des arts plastiques
Années 1520 - Années 1530 - Années 1540
Cet article concerne les années 1530 en arts plastiques.

## Événements
- 1530 : Rosso Fiorentino devient peintre officiel de François Ier. Il dirige avec Le Primatice la décoration du château de Fontainebleau (galerie François Ier)[1].

- 1530 et 1533 : Le Titien se rend à Bologne pour faire le portrait de Charles Quint[2].
- Septembre 1534 : Michel-Ange quitte Florence pour Rome[3].

## Réalisations
- 1530-1532 : Le Corrège peint une série consacrée aux amours jupitériennes pour Frédéric II de Mantoue ; Danaé,  Jupiter et Io, L'enlèvement de Ganymède, Léda et le Cygne[4].
- Vers 1530 : Portrait féminin, toile de Lucas Cranach l'Ancien[5].
- Vers 1530-1535 : Pietà ou Le Christ mort de Rosso Fiorentino[6].

- 1531-1539 : Le Parmesan peint les fresques de la basilique Santa Maria della Steccata à Parme[7].

- 1533 : 
  - Portrait d'Alfonso de Ávalos, toile du Titien[8].
  - Hans Holbein le Jeune peint Les Ambassadeurs[9].

- 1534-1538 : La présentation de la Vierge au Temple, fresque du Titien[7].
- Vers 1534 : Le Parmesan peint la La Vierge au long cou[7].

- 1536-1541 : Michel-Ange réalise le Jugement dernier pour la chapelle Sixtine[7].

- 1537 : Le Titien entreprend les portraits des Douze Césars, destinés à la salle du palais de Frédéric II[10].
- 1538 : Le Titien peint la Vénus d'Urbin[7].
- 1539 : Lorenzo Lotto peint la La Madone du rosaire[11].

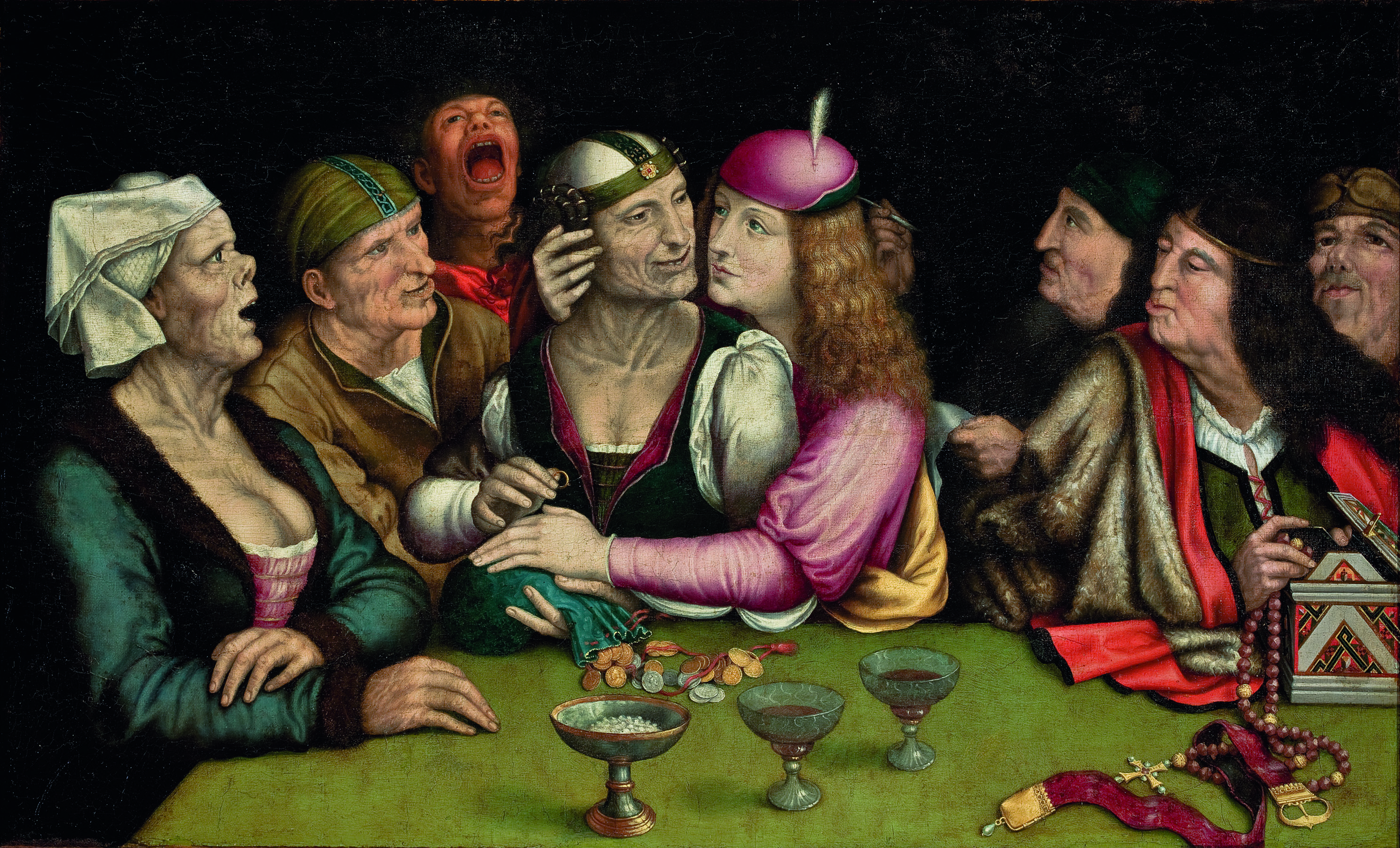
Le contrat de mariage, Quentin Metsys
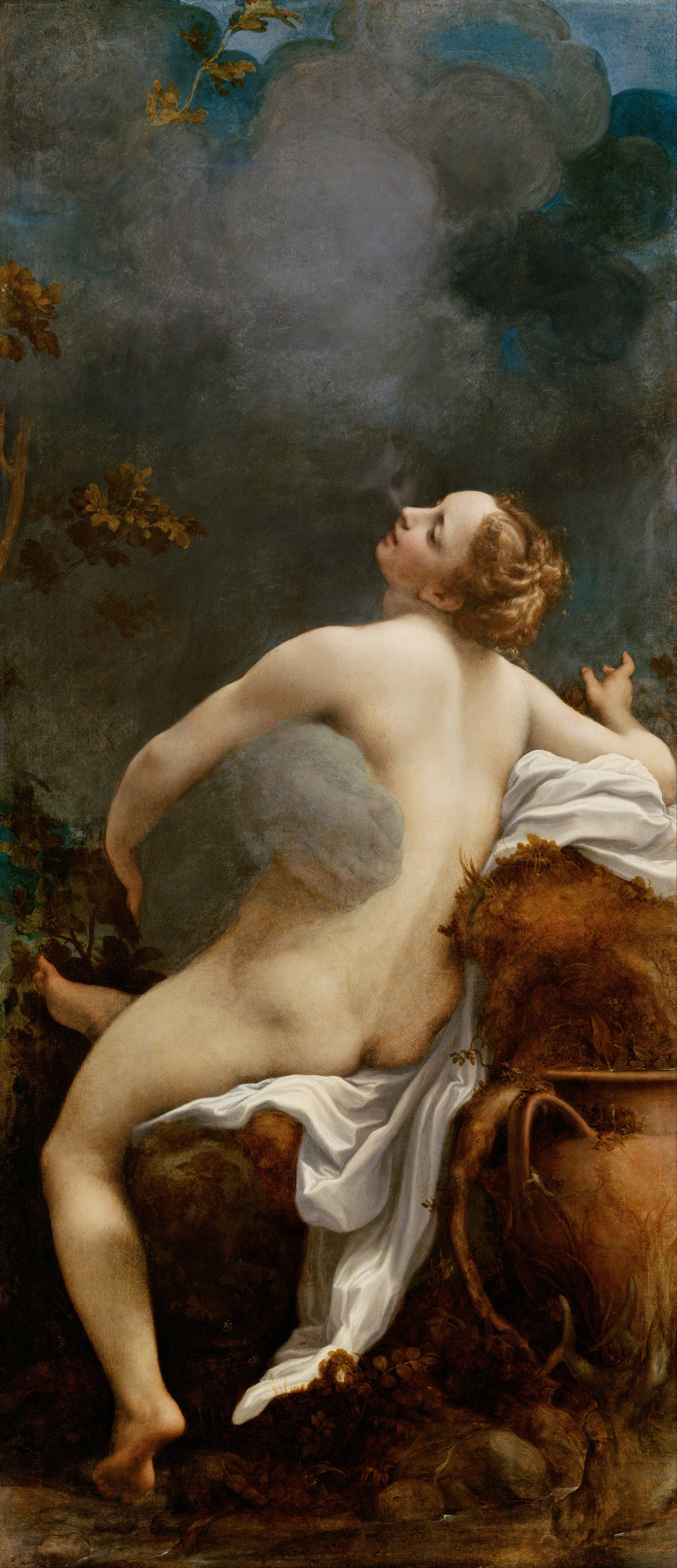
Jupiter et Io, Corrège
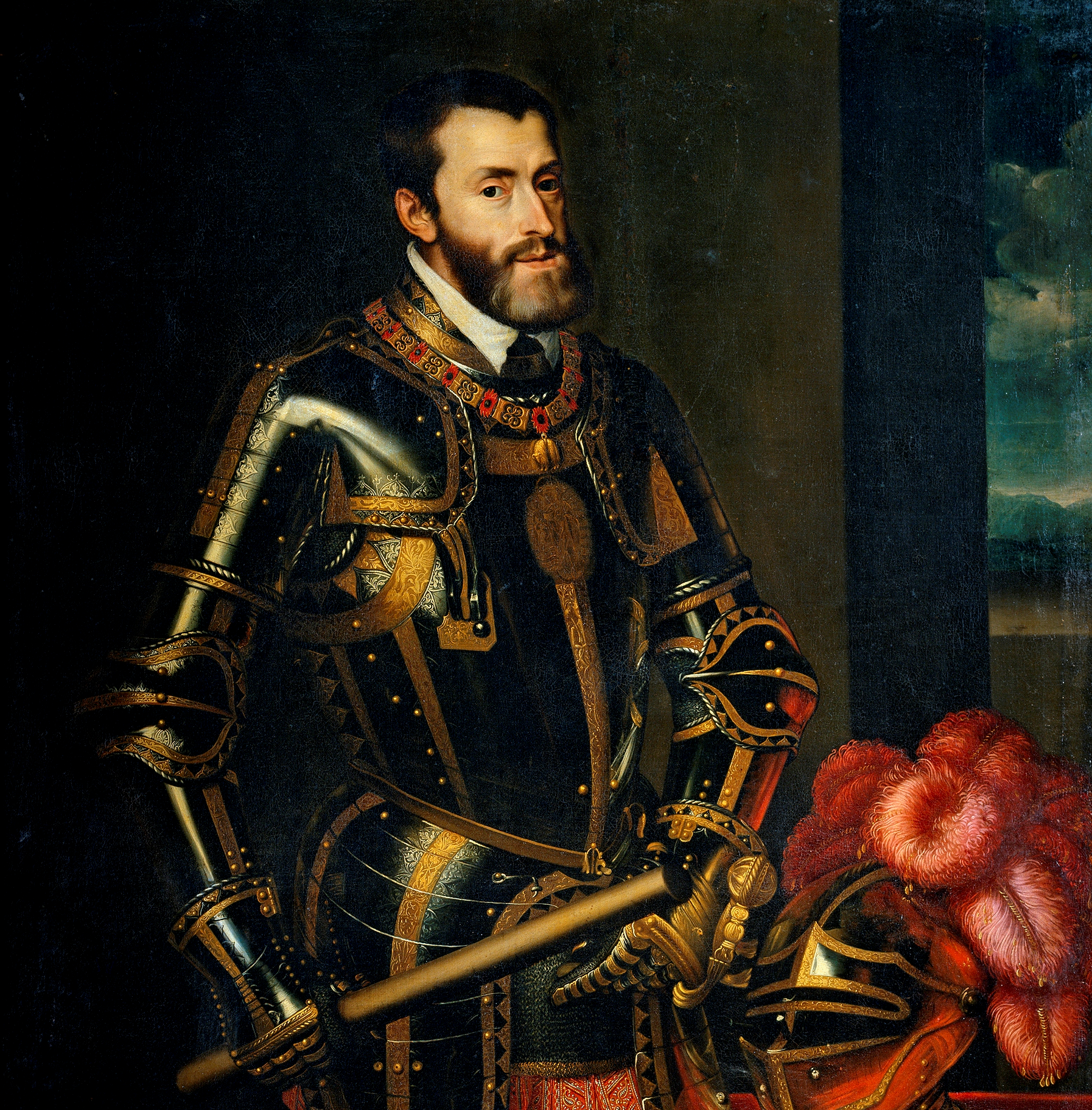
Charles Quint, Juan Pantoja de la Cruz d'après le Titien
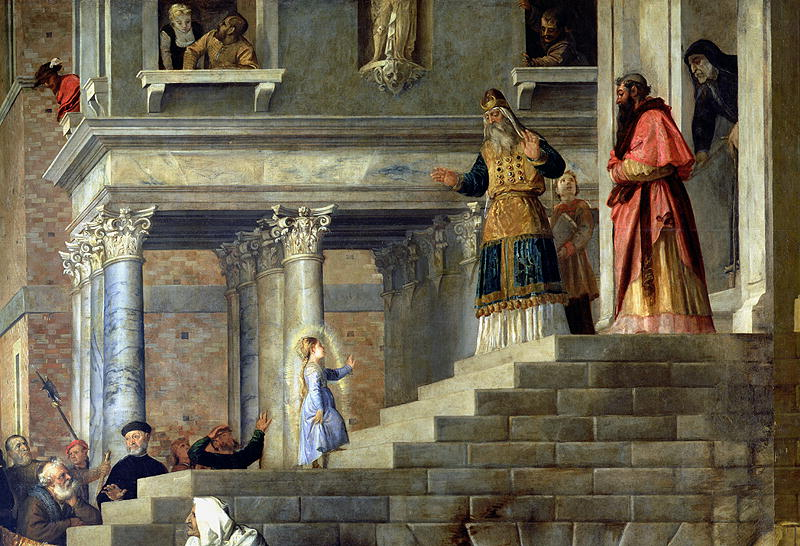
La présentation de la Vierge au Temple, Titien (détail)